# クリープ (自動車)
クリープ（英語: creep）またはクリーピング（creeping）は、アクセルペダルを踏むことなく、エンジンがアイドリングの状態で車両が動く現象である。クリープ現象または、摺り足現象とも呼ばれる。クリープとは英語で「忍び寄る」を意味する。
クリープサージとは、エンジンのトルク変動によって発生する、自動車が前後方向にガクガクと揺れる事を指す。

## 解説
クラッチ機構に流体継手や、その一種でありトルク増幅機構を持つトルクコンバータを採用したセミオートマチックトランスミッション搭載車（セミAT車）やオートマチックトランスミッション搭載車（AT車）で発生する。マニュアルトランスミッション搭載車（MT車）は仕様上発生しない。
流体継手やトルクコンバータは、動力の伝達に液体（多くの場合、適切な粘度に調整された油脂。ATFと呼ばれる）を用いており、機械式のクラッチ機構とは異なり、動力伝達を完全に切断できないことに起因する。トルク増幅機構を持つトルクコンバータ搭載車は、増幅の度合いが小さな流体継手搭載車に比し、顕著にクリープを生ずる。
AT車では、その普及とともにクリープを生ずることが広く認知されたため、構造上、本来はクリープが発生しないクラッチ（乾式、湿式ともに）を使ったセミATやデュアルクラッチトランスミッションでも、同様の現象を半クラッチにより擬似的に発生させて違和感を減少させているものが多い。また現在のトルクコンバータを採用したAT車ではニュートラルアイドル制御と言って、燃費向上のためDレンジでも停止時に内部をニュートラル状態にして動力伝達を切断しているため、クリープを無くすことは技術的には可能である。
電気自動車やシリーズ方式ないしシリーズパラレル方式ハイブリッド車でも厳密にはクリープとは言わないが、同様の動作をするようにプログラムされているものが多い。

### 利点
非自動の足動クラッチで必須な、アクセルとクラッチの連携操作を駆使した半クラッチ運転の技巧を不要とする現象であり、AT、セミATにおけるイージードライブ性の重要な構成要素となっている。
ブレーキペダルの踏み加減のみで駆動力の増減をスムーズに調節できるため、渋滞時や車庫入れなどに際しての微速走行に応用でき、滑らかな発進も極めて容易となる。また坂道発進では絶えずトルクが伝達されているため、斜度によってはブレーキペダルからアクセルペダルへの踏み替え操作時に車両が後退しにくい。
これらのメリットを求めたり、トルクコンバータ搭載車との運転操作の違和感を軽減する目的から、本来ならばクラッチ部位の機能自体は流体継手で充分なCVT搭載車に、あえてトルクコンバータを組み合わせる例が見られる。

### 欠点
運転者が意識しないうちに車が動き出すことで事故を起こしやすいことや、チョーク弁作動時や、冷間時で燃料噴射量が多い場合、そしてエンジン始動直後やエアコン作動時のアイドリング回転数が高くなるときに同時にクリープも強くなるため、飛び出し事故に至る例もある。

## 制御
飛び出し事故を抑制する目的で、AT車には以前よりトランスミッションにて動力伝達が切られた状態（セレクターがPレンジ、またはNレンジ）でないとスターターが動作しない安全機構が備わっており、その後、シフトロック機構（ブレーキペダルを踏まないと、セレクターをPレンジから動かせない）も追加され、これに合わせてスマートエントリーによるプッシュスタート方式ではブレーキペダルを踏んだ状態でないとエンジンの始動が行えない対策がされていて併用されている。
電動パーキングブレーキの一部には付随機能としてオートブレーキホールドを採用するものがある。オートブレーキホールドを入にしておくと信号待ちや渋滞時などにブレーキペダルから足を離しても停車状態を維持でき、アクセルペダルを踏むとブレーキが解除される仕組みになっている。